# Aderus perakensis
Aderus perakensis is een keversoort uit de familie schijnsnoerhalskevers (Aderidae). De wetenschappelijke naam van de soort werd in 1916 gepubliceerd door George Charles Champion.